# Vic Gomersall
Vic Gomersall là một cầu thủ bóng đá thi đấu ở vị trí hậu vệ ở Football League cho Manchester City và Swansea Town.